# Мурзабулат
Мурзабулат — упразднённый аул в Шербакульском районе Омской области России. На момент упразднения входит в состав Александровского сельского поселения. Исключен из учётных данных в 2001 году.

## География
Располагался на востоке района, в 5 км (по прямой) к северо-востоку от села Александровское.

## История
Основан в 1914 году. В 1928 году аул Мурзубулат состоял из 15 хозяйств. В административном отношении входил в состав Аульного № 3 сельсовета Борисовского района Омского округа Сибирского края.

## Население
По переписи 1926 г. в ауле проживало 68 человек (43 мужчины и 25 женщин), основное население — казаки (казахи)

## Хозяйство
По данным на 1991 г. аул являлся бригадой отделения совхоза «Александровский».